# Приозерск (станция)
Приозе́рск — станция Октябрьской железной дороги в городе Приозерске Ленинградской области. Здание железнодорожного вокзала является выявленным объектом культурного наследия народов России.

## Краткая характеристика
Расположена на линии Санкт-Петербург — Кузнечное — Хийтола, между остановочными пунктами Синёво и 148 км. Следующий раздельный пункт в сторону Санкт-Петербурга — Мюллюпельто, в сторону Хийтолы — Кузнечное. Отнесена к Санкт-Петербургскому отделению Октябрьской железной дороги.

## История
Впервые предложение о строительстве железной дороги, которая проходила бы через Кексгольм, поступило в 1887 году от помещика Финляндского княжества из Сумпула, который на собрании общины предложил план строительства железнодорожных путей из Сортавалы через Кексгольм, Пюхя-ярви, Саккола и Рауту в сторону Санкт-Петербурга до станции Левашово Выборгской железной дороги.
Власти в целом план строительство одобрили, поскольку дорога облегчила бы скорый вывоз различных продуктов сельского хозяйства на продажу в столицу. В свою очередь поступило разрешение Финляндского Сената государственному советнику Энгману на строительство электрифицированной железной дороги (по примеру Германии) из Петербурга на Иматру через Рауту. Железная дорога Санкт-Петербург — Хийтола должна была обеспечить сообщение между Санкт-Петербургом и железной дорогой Выборг — Йоэнсуу. К работам приступили летом 1913 года. В течение 1914 года успели завершить отсыпку насыпи на участке Хийтола — Кякисалми.
Станция введена в промышленную эксплуатацию и открыта для пассажиров и перевозки грузов в 1916 году. Железная дорога от Санкт-Петербурга до Хийтолы (179 км.) была построена компанией «Suomen Valtion Rautatiet» и полностью введена в эксплуатацию к началу 1917 года.
С 1918 по 1948 год станция именовалась как Кякисалми (от финских слов käki — «кукушка» и salmi — «пролив»). Также, с 1916 по 1948 год использовалось и шведское название — Кексгольм (от шведских слов gok — «кукушка» и holm — «остров»). С 1918 по 1940 годы станция и город находились в составе Финляндии. 
Электрифицирована в 1975—1976 годах, в составе участка Сосново — Приозерск — Кузнечное.

## Путевое развитие
На станции 8 путей, два из которых — тупиковые, расположенные с восточной стороны от главного пути. С западной стороны от главного пути расположены пять приёмоотправочных путей.
Между главным путём и первым тупиковым путём расположена островная пассажирская платформа. Вторая пассажирская платформа расположена сбоку от второго тупикового пути, и в настоящее время электропоездами не используется, равно как и второй тупиковый путь.
Первый тупиковый путь используется электропоездами, для которых станция является конечной. Проходящие электропоезда, а также поезд № 350 Санкт-Петербург — Костомукша, останавливаются на главном пути. От южной горловины станции на восток отходит подъездной путь к Приозерскому деревообрабатывающему заводу.

## Вокзал
Деревянное здание вокзала 1916 года типовой постройки в стиле «северного модерна» на Финляндской железной дороге, архитектор проекта Туре Хеллстрём. Здание реконструированное в 2007—2008 гг., расположено с восточной стороны станционных путей. Турникеты на станции отсутствуют. Иногда осуществляется перронный контроль.

## Пассажирское движение
На станции останавливаются все пригородные поезда СЗППК, а также пассажирский поезд дальнего следования (350А ↔ 350В) Санкт-Петербург — Костомукша и поезда-экспрессы «Ласточка» сообщением: Горный парк Рускеала - Санкт-Петербург (Рускеальский экспресс) и Санкт-Петербург - Кузнечное.

### Скоростное движение
| Маршрут следования                                | Маршрут следования | Маршрут следования              | Остановки                                               | Расстояние | Время в пути | Перевозчик | Тип состава      | Вагонов |
| ------------------------------------------------- | ------------------ | ------------------------------- | ------------------------------------------------------- | ---------- | ------------ | ---------- | ---------------- | ------- |
| Санкт-Петербург Финляндский вокзал Площадь Ленина | ↔                  | Рускеала (горный парк) Рускеала | Сосново, Приозерск, Кузнечное, Сортавала                | 304 км.    | 4 ч. 45 мин. | РЖД (ДОСС) | ЭС2ГП «Ласточка» | 5/10    |
| Санкт-Петербург Финляндский вокзал Площадь Ленина | ↔                  | Кузнечное                       | Девяткино, Токсово, Сосново, Лосево, Громово, Приозерск | 155 км.    | 2 ч. 20 мин. | РЖД (ДОСС) | ЭС2ГП «Ласточка» | 5/10    |

## Фотогалерея
| - Вид с боковой платформы - Указатель с названием станции - Вид на южную горловину - Вокзал ст. Приозерск со стороны путей - Экспресс у платформы - Вид на север |